# Urmiasjön
Urmiasjön (persiska: دریاچه ارومیه; azerbajdzjanska: Urmiya; mellan 1930 och 1979 kallad Rezaiyesjön) är en saltsjö i regionen Azarbaijan i nordvästra Iran, mellan provinserna Östazarbaijan och Västazarbaijan, väster om Kaspiska havet, 1 275 meter över havet. Den är Irans största sjö. Staden Urmia ligger nära sjön. Sedan 1967 utgör området runt sjön en 4 640 km² stor nationalpark.
Urmiasjön hade under 1970-talet en yta på 5 200 km², men den har minskat rejält och år 2014 var dess yta nere på 650 km². Sjön är avloppslös och salthalten ligger på över 15 %. Sjöns minskade storlek beror främst på minskat tillflöde från floderna, där man har ökat uttag för bevattning inom jordbruk och ett flertal dammbyggen. Medeldjupet är 6 meter.
Brist på åtgärder för att stoppa uttorkningen av sjön, har bland annat spätt på den azarbaijanska nationalismen, då sjön betraktas som en av regionens främsta symboler och dess ekologiska kollaps bäddas in i diskursen om hur de turkspråkiga azerbajdzjanernas  mänskligheter systematiskt kränks av den iranska staten.

## Bildgalleri

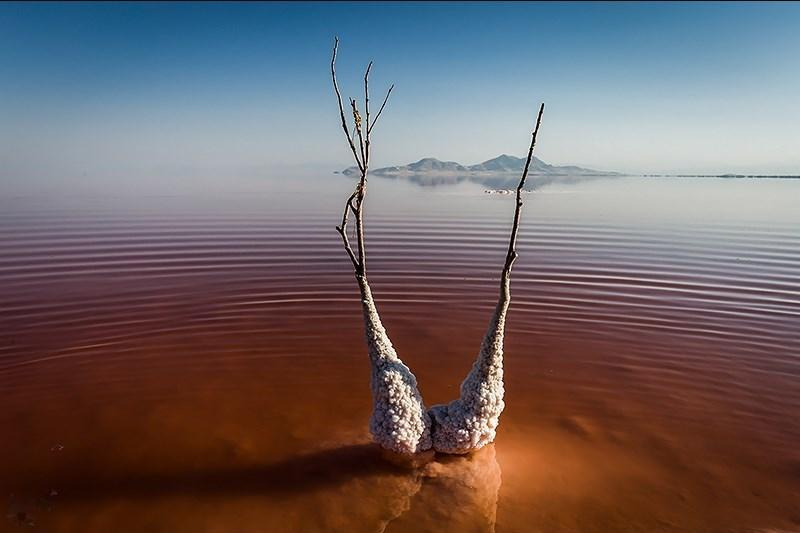
Urmiasjöns rödhet

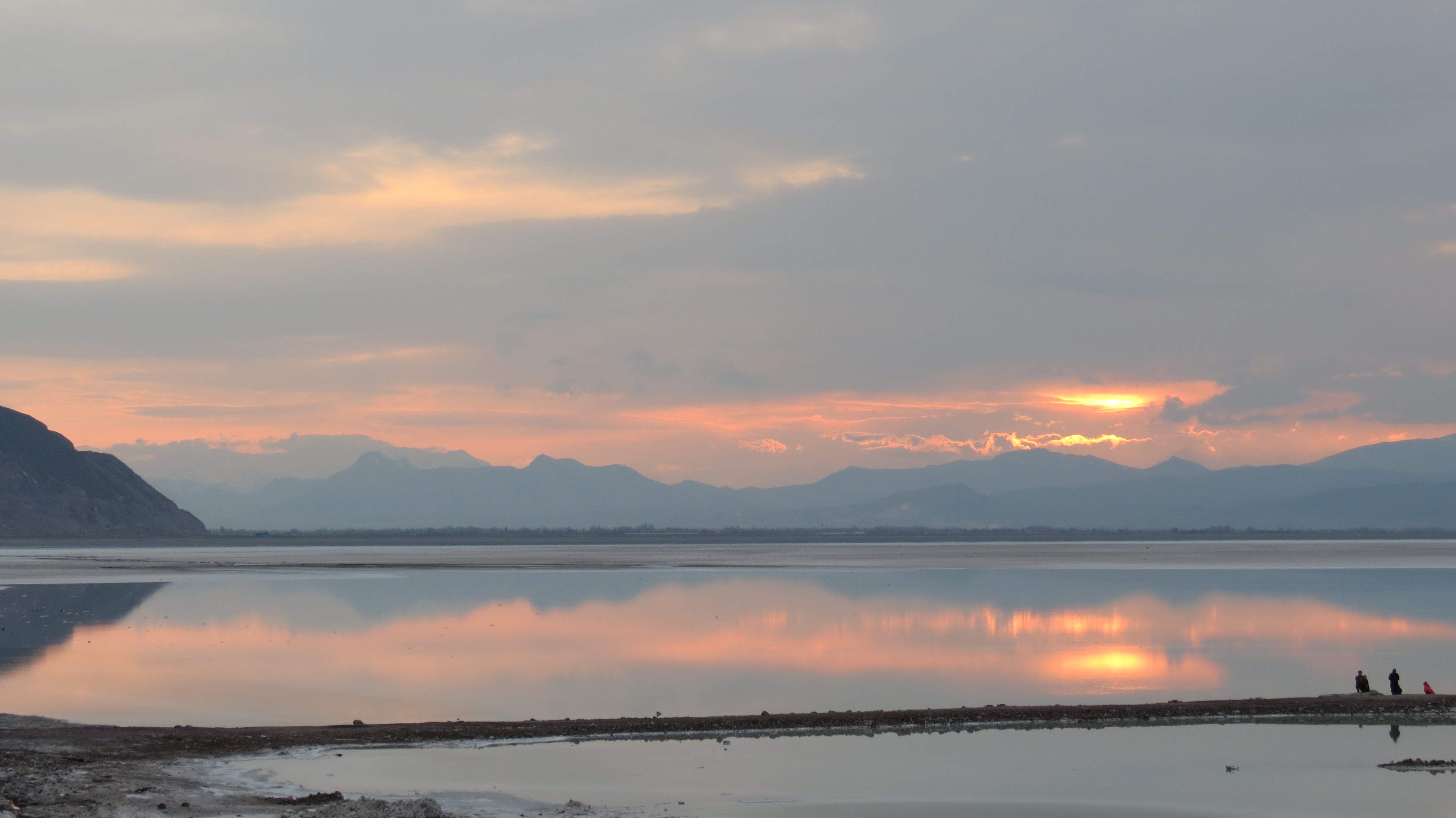
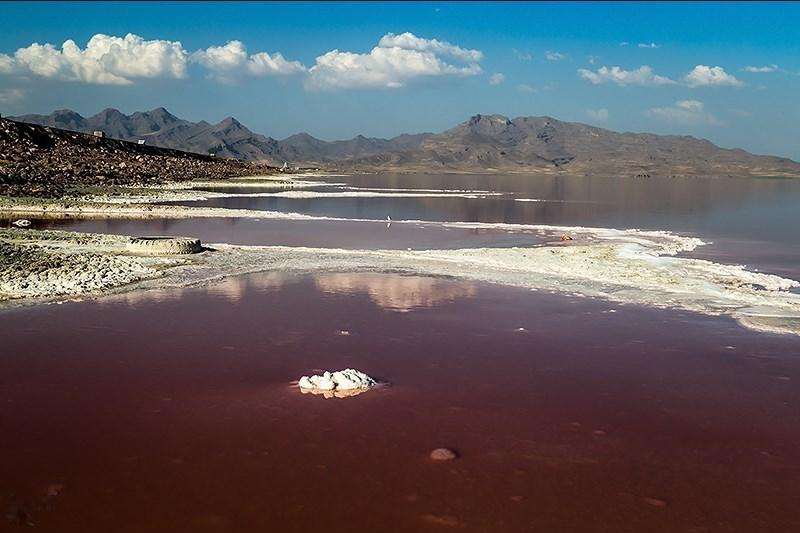
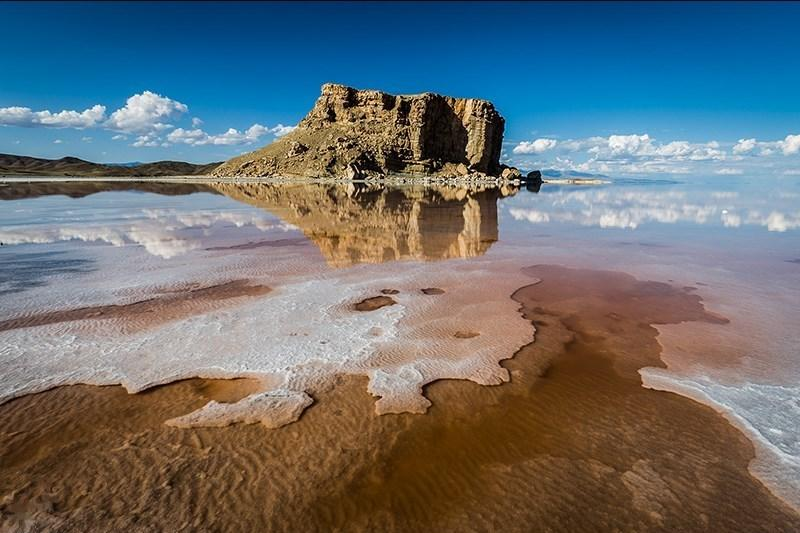
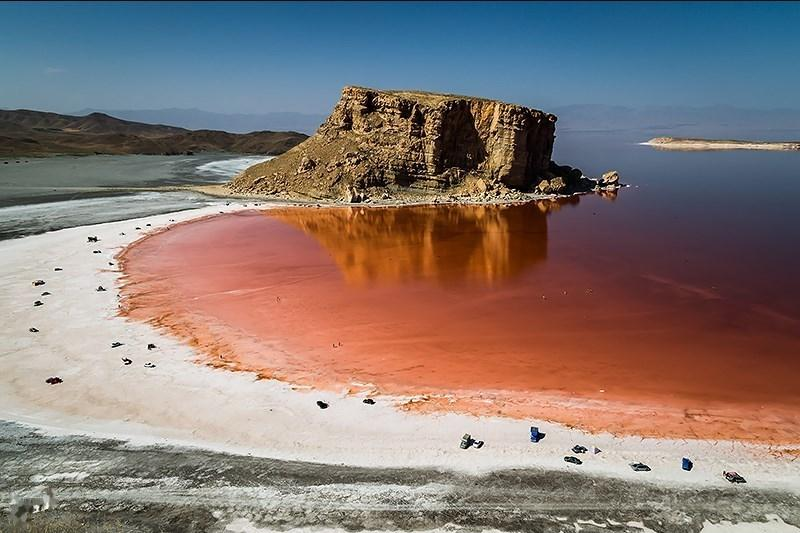
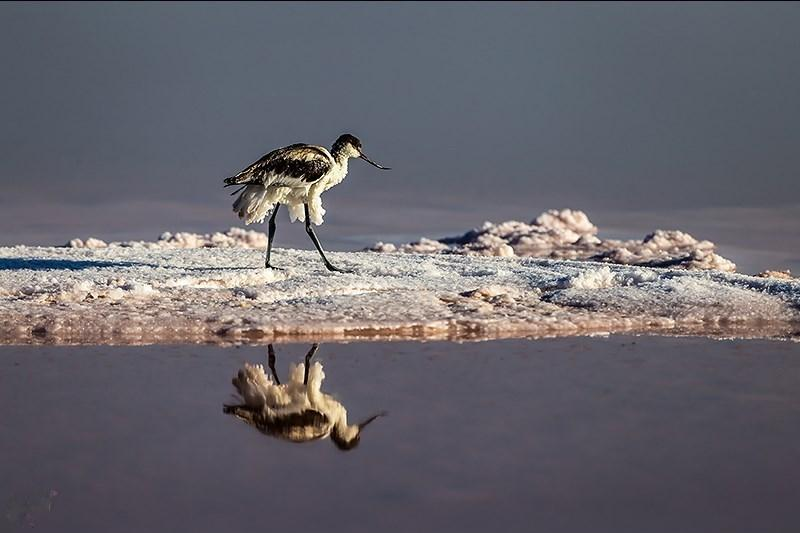